# 劉廣瑛
劉廣瑛（1904年—？），字伯华，遼寧省本溪縣滴塔堡人，中华民国政治人物。

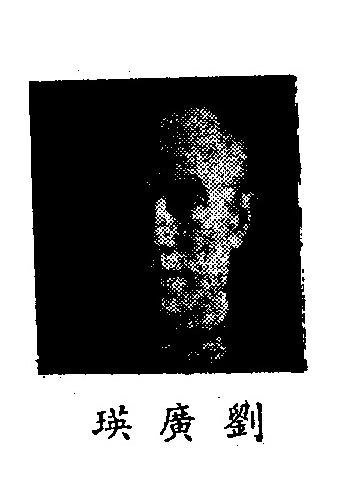
出席制憲國民大會代表時

## 生平
生于1904年（清光绪三十年）。黄埔军校第四期毕业。是1929年中国国民党第三次全国代表大会时被指派的代表之一。九一八事变后，他是中国国民党派到吉林省从事秘密活动者。。1937年5月，经刘广瑛介绍，郭心秋到国民政府军事委员会政训处工作。
1946年，選為制宪国民大会代表。1947年3月1日，選為国民政府立法院第四届立法委员。1948年当选行宪第一届立法院立法委员。后赴台湾，仍任立法院立法委员。
- 中央軍事政治學校
- 日本明治大學
- 軍事委員會參謀
- 北平市國民軍訓會主任委員
- 陸軍九十七師少將副師長
- 東北挺進軍總司令部政治部少將主任
- 特種兵聯校政治部少將主任
- 東北保安司令長官司令部中將高參兼集訓營主任
- 中國國民黨東三省黨務特派員吉林省黨部常務委員
- 中國國民黨日本東京直屬支部執行委員、青年團東北支團主任
- 中國國民黨第六屆中央候補委員訓政時期立法委員
- 制憲國民大會代表